# Mercan Dede
 (novembre 2018).
Mercan Dede (prononcé [mɛɾ.'d͡ʒɑn dɛ.'dɛ], ou Arkin Allen, Dj Arkin Allen, né Arkın Ilıcalı, né en 1966 à Bursa) est un musicien turc qui allie musique de tradition soufie et musique électronique.
Très jeune, vers l’âge de 15 ans Arkin Allen entreprend l'apprentissage du Ney, longue flûte de roseau traditionnelle, et les percussions comme le bendir, et le oud.
Il puise son inspiration musicale dans les enseignements du soufi Rumi. À la fin de ses études, il part au Canada et s’installe à Montréal et découvre dans les possibilités musicales de la musique techno qui a pour capacité de rassembler les gens dans l'euphorie de la transe. Il fonde alors en 1997 le Mercan Dede qui désigne également en turc un dignitaire soufi. Mercan Dede devient alors l’un des musiciens soufi les plus influents de sa génération. Sur scène, son groupe comprend un percussionniste, un clarinettiste et un joueur de qanun turcs, et un batteur canadien.

## Discographie
- Sufi dreams (1996 - Golden Horn Records)
- Sufi Dreams (Golden Horn 1998)
- Journeys of a dervish (1999 - Golden Horn Records)
- Seyahatname (2001 - Doublemoon Records)
- Nar (Doublemoon 2002)
- Su (Doublemoon 2004)
- Fusion Monster (Numoon 2004)
- Nefes (Doublemoon 2007)
- 800 (Doublemoon records 2007:)
- Una matina (Reimagined. Volume 1, Chapter 2 2021) Ludovico Einaudi